# Mauro Jöhri
Mauro Jöhri (Bivio, 1º settembre 1947) è un religioso svizzero, ministro generale dell'Ordine dei frati minori cappuccini dal 2006 al 2018.

## Biografia
Nato a Bivio, nel Grigioni italiano, è nel 1964 nell’Ordine cappuccino, ha frequentato il Noviziato ad Arco (Trento).
Dopo un anno di studi a Sondrio, ha studiato teologia nell’istituto dell’Ordine a Solothurn, in Svizzera. Dopo l’ordinazione sacerdotale, nel 1972, ha continuato gli studi teologici alle Università di Friburgo e di Tübingen, e poi alla Facoltà teologica di Lucerna. Nel 1980 ha conseguito il dottorato alla Facoltà teologica di Lucerna con una tesi su Hans Urs von Balthasar.
È stato guardiano nel convento della Madonna del Sasso presso Locarno, insegnante di religione nella scuola cantonale, Presidente della Commissione del piano pastorale della Conferenza episcopale svizzera, insegnante alla Facoltà teologica di Coira e professore incaricato nella Facoltà teologica di Lugano. Considerato "Teologo prudente, ma di visioni abbastanza aperte", nel 1989 è stato eletto Superiore dei Cappuccini della Regione della Svizzera italiana e nel 1995 Provinciale della Provincia cappuccina svizzera. Durante questo ufficio è stato anche presidente dell’Unione dei Superiori religiosi della Svizzera. Dopo il periodo di Provincialato ha continuato la sua formazione all’Institut de formation humaine intégrale di Montréal in Canada. Nel 2005 è stato di nuovo eletto Provinciale dei Cappuccini svizzeri.
Nel 2004 il governo centrale dei Cappuccini lo aveva chiamato nella Commissione per la rielaborazione delle Costituzioni e gli Statuti dell’Ordine.
È stato eletto Ministro Generale dell'Ordine durante il Capitolo Generale del 2006 e riconfermato per altri sei anni nel 2012.
Ha partecipato a tre Sinodi dei Vescovi, tra cui quello sul Medio Oriente e il Primo Sinodo sulla famiglia (2014). È stato eletto presidente dell'Unione superiori generali nel 2015.

## Pubblicazioni
- Descensus Dei: teologia della croce nell'opera di Hans Urs von Balthasar. Roma: Libr. Ed. della Pontificia Univ. Lateranense 1981 (dissertation, Lucerne, 1980)
- Hans Urs von Balthasar (1905-1988): eine katholische "dialektische Theologie". In: Stephan Leimgruber und Max Schoch (ed.): Gegen die Gottvergessenheit: Schweizer Theologen im 19. und 20. Jahrhundert. Basel: Herder 1990, pp. 420–439